# Efkan Âlâ

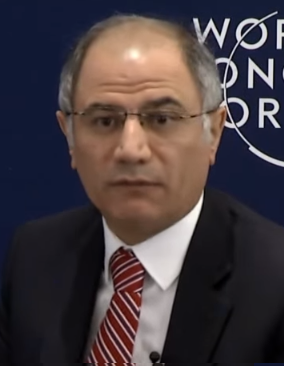
Efkan Ala

Efkan Âlâ (* 21. Februar 1965 in Oltu) ist ein türkischer Politiker der AKP und ehemaliger Innenminister der Türkei.

## Leben
Âlâ wurde 1965 in Oltu in der Provinz Erzurum als ältestes von 8 Kindern von Temel Âlâ (Vater) und Gönül Âlâ (Mutter) geboren. Die Grundschule besuchte er im Dorf Çanakpınar im Kreis Oltu. Realschule und Gymnasium absolvierte er auf der İmam-Hatip-Schule in Erzurum. Er studierte ab 1983 Politikwissenschaften an der Universität Istanbul, wo er 1987 den Grad des Bachelors erwarb. Seinen Master machte er an der Karadeniz Universität im Bereich Wirtschaft.

## Laufbahn
Im Jahr 1988 begann er seinen Dienst in der Provinz Sakarya als Anwärter für das Amt eines Landrates. Er arbeitete danach als stellvertretender Landrat in den Kreisen Gölyaka (Provinz Bolu) und Sütçüler (Provinz Isparta), bevor er ein einjähriges Fortbildungsstudium in Großbritannien absolvierte. Danach arbeitete er als Landrat für jeweils zwei Jahre im Kreis Dernekpazarı in der Provinz Trabzon und im Kreis Kabataş in der Provinz Ordu. Dann wurde Âlâ stellvertretender Gouverneur der Provinz Tunceli. Im Jahre 1999 übernahm er eine Aufgabe im Innenministerium und zwischen 2001 und 2003 war er im Ministerium für Tourismus beschäftigt. Am 30. Januar 2003 wurde er Provinzgouverneur in der Provinz Batman. Mit 38 Jahren war er der jüngste Gouverneur der Türkei.
Am 14. September 2004 wurde er dann zum Gouverneur der Provinz Diyarbakır, wo er bis 2007 blieb. Am 8. September 2007 berief ihn der damalige türkische Premierminister Recep Tayyip Erdoğan zu seinem Unterstaatssekretär. Nach dem Rücktritt von Innenminister Muammer Güler nach Korruptionsermittlungen ernannte Erdoğan Âlâ am 25. Dezember 2013 zum neuen Innenminister im Kabinett Erdoğan III. Dieses Amt erhielt er auch im Kabinett Davutoğlu und im Kabinett Yıldırım.
Âlâ trat am 31. August 2016 zurück. Ein Grund für seinen Rücktritt wurde nicht genannt. Premierminister Yildirim ernannte Süleyman Soylu zum neuen Innenminister.